# Monay (rijeka)
Monay je rijeka u Venezueli. Ulijeva se u Karipsko more.